# Бойс, Бёрк
Макдоналд Осборн (Бёрк) Бойс (англ. Macdonald Osborne (Burke) Boyce; 19 июня 1901, Сент-Луис, Миссури — 15 декабря 1969, Флагстафф, Аризона) — американский фехтовальщик-рапирист. Участник летних Олимпийских игр 1924 года.

## Биография
Бёрк Бойс родился 19 июня 1901 года в американском городе Сент-Луис.
В 1922 году окончил Гарвардский университет. В последний год учёбы был капитаном вузовской фехтовальной сборной.
В 1924 году вошёл в состав сборной США на летних Олимпийских играх в Париже. В личном турнире рапиристов выиграл на первом этапе у Фредерика Шерриффа из Великобритании (5:4) и Хильберто Тельечеа из Уругвая (5:1), проиграл Жаку Кутро из Франции (1:5) и Сигурду Акре-Осу из Норвегии (3:5). На втором этапе победил Доминго Менди из Уругвая (4:5) и проиграл Филиппу Катьо из Франции (3:5), Йенсу Бертельсену из Дании (1:5) и Эмилю Дюфрансу из Бельгии (4:5) и не попал в четвертьфинал. В командном турнире рапиристов сборная США, за которую также выступали Джордж Кэлнан, Филип Эллисон, Альфред Уокер, Джордж Брид и Томас Джефер, на первом этапе выиграла у Нидерландов (10:6), в четвертьфинале проиграла Франции (3:13) и Дании (7:9).
Был профессором английского языка, преподавал в Гарварде.
Умер 15 декабря 1969 года в американском городе Флагстафф.

## Память
В 1978 году введён в Зал славы Гарвардского университетского спортивного клуба.

## Семья
Брат-близнец Лэйн Бойс (1901—?) также занимался фехтованием, входил вместе с Бёрком в университетскую команду.
Сын — Питер Бойс, профессор физики в Политехническом институте Ренсселера.